# Ahmad Kasravi
Ahmad Kasravi (persiska: احمد کسروی), född 29 september 1890 i Hokmabad, Tabriz, Iran, död 11 mars 1946 i Teheran, Iran, var en prominent iransk författare, lingvist och historiker. Kasravi är särskilt omtalad för sin kritik av islam.

## Biografi
Kasravi läste först vid ett religiöst seminarium och blev aktiv i den konstitutionella rörelsen som ledde fram till den konstitutionella revolutionen i Iran. 1910 skedde en omorientering till modernt vetenskapligt tänkande efter att han fått veta att europeiska astronomer förutspått Halleys komet. Han övergav sina religionsstudier och började läsa vid American Memorial School i Tabriz.
Kasravi började som statlig tjänsteman och kom i Tbilisi i kontakt med nya politiska strömningar. Han blev en framträdande förkämpe för demokrati och skrev flera böcker där han kritiserade prästerskapet och islam. Till hans främsta motståndare hörde Ayatollah Khomeini. Han skrev även verk om ursprungsspråket i det historiska Azarbaijan och lade fram bevis för att detta var en utveckling ur medelpersiskan. För sin lingvistiska forskning blev han ledamot av Royal Asiatic Society i London och The American Academy.
I samband med att Kasravi 1946 var åtalad för "förtal mot islam" knivhöggs han till döds i en öppen rättegång i Teheran. Hans mördare Seyed Hosein Emami stod nära Navvab Safavi, grundaren av den islamistiska terroristorganisationen Fadayan-e eslam ("Islams offrare"). Organisationens mest välkända företrädare var Sadeq Khalkhali, som initierade avrättningar av religionskritiker efter den iranska revolutionen 1979.

## Inflytande
Nutida förkämpar för sekularism i Iran betraktar Kasravi som en förgrundsfigur. Han har haft ett stort inflytande på intellektuella diskurser i Iran under 1900-talet. Sekularister har hämtat argument från Kasravi i sin kritik av islams roll i samhället och muslimska modernister har tagit upp hans kritik av det shiitiska prästernas religionstolkning.

## Verk i urval
Till Ahmad Kasravis främsta verk hör:
- Irans konstitutionella revolution: تاریخ مشروطهٔ ایران. [engelsk översättning: History of the Iranian Constitutional Revolution, transl. E. Siegel, Costa Mesa, 2006.]
- Glömda kungar: شهرياران گمنام
- En kort historia om lejonet och solen: تاریخچهٔ شیر وخورشید
- Azeri eller Azarbaijans forna språk: آذری یا زبان باستان آذربایجان
- Shia islam: شيعيگرى